# يارفنبا

موقع يارفنبا.

شعار يارفنبا.

يارفنبا (Järvenpää) مدينة فنلندية، تقع بإقليم أوسيما، يقطنها 38.747 ساكن.

## التاريخ
فـُصلت يارفنبا عن توسولا في عام 1951. و مـُنحت وضع المدينة السوق (kauppala) بعد الانفصال. المناطق المجاورة كلوكوسكي و نومنكولا لم يتم دمجهما بلدية يارفنبا والجدل الدائر حول هذه المسألة لا تزال تثير ضغط الدم بعد خمسين عاما. فضلت كيلوكوسكي جزءاً من بلدية توسولا.
منحت يارفنبا صفة القانونية الكاملة كمدينة (kaupunki) في عام 1967.

## الجغرافيا
تقع يارفنبا على مسار هلسنكي-ريهيماكي للسكك الحديدية ، على بـُعد حوالي 37 كم شمال هلسنكي. المدن المجاورة توسولا ، سيبو ومانتســَـلا. تشير الناس أيضا إلى كيرافا كجار يارفنبا ، رغم أنها لا تشترك في الحدود من الناحية الفنية ، لوجود منطقة بعرض كيلومتر واحد و تابعة لتوسولا.

## توأمة
ليارفنبا اتفاقيات توأمة مع كل من:
- فاك
- بوخهولتس إن در نوردهايده
- باسادينا
- بلدية تابي